# Margaret Judson
Margaret Judson (* 16. September 1985 in Arlington Heights, Cook County, Illinois) ist eine US-amerikanische Schauspielerin und Journalistin.

## Leben
Judson wurde am 16. September 1985 in Arlington Heights geboren. Sie lernte Spanisch und Literatur am International Center for Spanish Language and Culture Study in Granada. Sie studierte Literatur mit Fokus auf Politikwissenschaften an der University of Illinois at Urbana-Champaign. Dort machte sie 2008 ihren Abschluss mit dem Bachelor of Science. Während ihres Studiums arbeitete sie 2007 in der Medienabteilung von NBCUniversal. Nach ihrem Studium war sie danach bis 2011 für das Unternehmen tätig.
Einem breiteren Publikum wurde Judson als Schauspielerin in der Fernsehserie The Newsroom bekannt, in dieser sie die Rolle der Tess Westin von 2012 bis 2014 in insgesamt 24 Episoden darstellte. Danach folgten Kurzfilmproduktionen. 2016 stellte sie im Horrorfilm The Evil Ones – Die Verfluchten die Hauptrolle der Emily dar. Von 2016 bis 2017 arbeitete sie als Journalistin bei der Bustle , 2017 war sie bei der Cheddar Inc. als Nachrichtensprecherin angestellt und 2018 war sie für die The New York Times tätig. Seit 2017 arbeitet sie bei CNN. Nach einer Filmbesetzung 2017 in Right of Way un einer Episodenrolle in der Fernsehserie The Deuce im Jahr 2018, war sie im selben Jahr in drei Episoden der Fernsehserie Modern Family in der Rolle der Madison zu sehen. 2021 verkörperte sie in sechs Episoden der Fernsehserie Strut die Rolle der Eva.

## Filmografie (Auswahl)
- 2012–2014: The Newsroom (Fernsehserie, 24 Episoden)
- 2014: Odd Man Out (Kurzfilm)
- 2015: JOE, actually (Kurzfilm)
- 2016: The Evil Ones – Die Verfluchten (Bornless Ones)
- 2017: Right of Way
- 2018: The Deuce (Fernsehserie, Episode 2x04)
- 2018: Modern Family (Fernsehserie, 3 Episoden)
- 2021: Strut (Fernsehserie, 6 Episoden)